# Gregorio López y Fuentes
Gregorio López y Fuentes (Huasteca, Veracruz, 1895. november 17. — Mexikóváros, 1966. december 10.) mexikói regényíró.

## Életútja
Fiatalkorában édesapja üzletében töltött sok időt, ahol alkalma nyílt megismerni a környékbeli indiánokat, földműveseket és munkásokat, akikről később behatóan írt műveiben. Eleinte költészettel is próbálkozott. Első sikeres könyve a Campamento (1931) volt, ezt több másik mű követte. Legnépszerűbb munkája az El indio, mely 1935-ben jelent meg. A mexikói forradalom (1910-20) és hatásainak egyik legfontosabb krónikásai között tartják számon.

## Művei
- La siringa de cristal (1914)
- Claros de selva (1921)
- El vagabundo (1922)
- El alma del poblacho (1924)
- Campamento (1931)
- Tierra (1932)
- Mi general (1934)
- El indio (1935)
- Arrieros (1937)
- Huasteca (1939)
- Una carta a Dios (1940)
- Cuentos campesinos de México (1940)
- Acomodaticio (1943)
- Los peregrinos inmóviles (1944)
- Entresuelo (1948)